# Hércules de Alicante Club de Fútbol

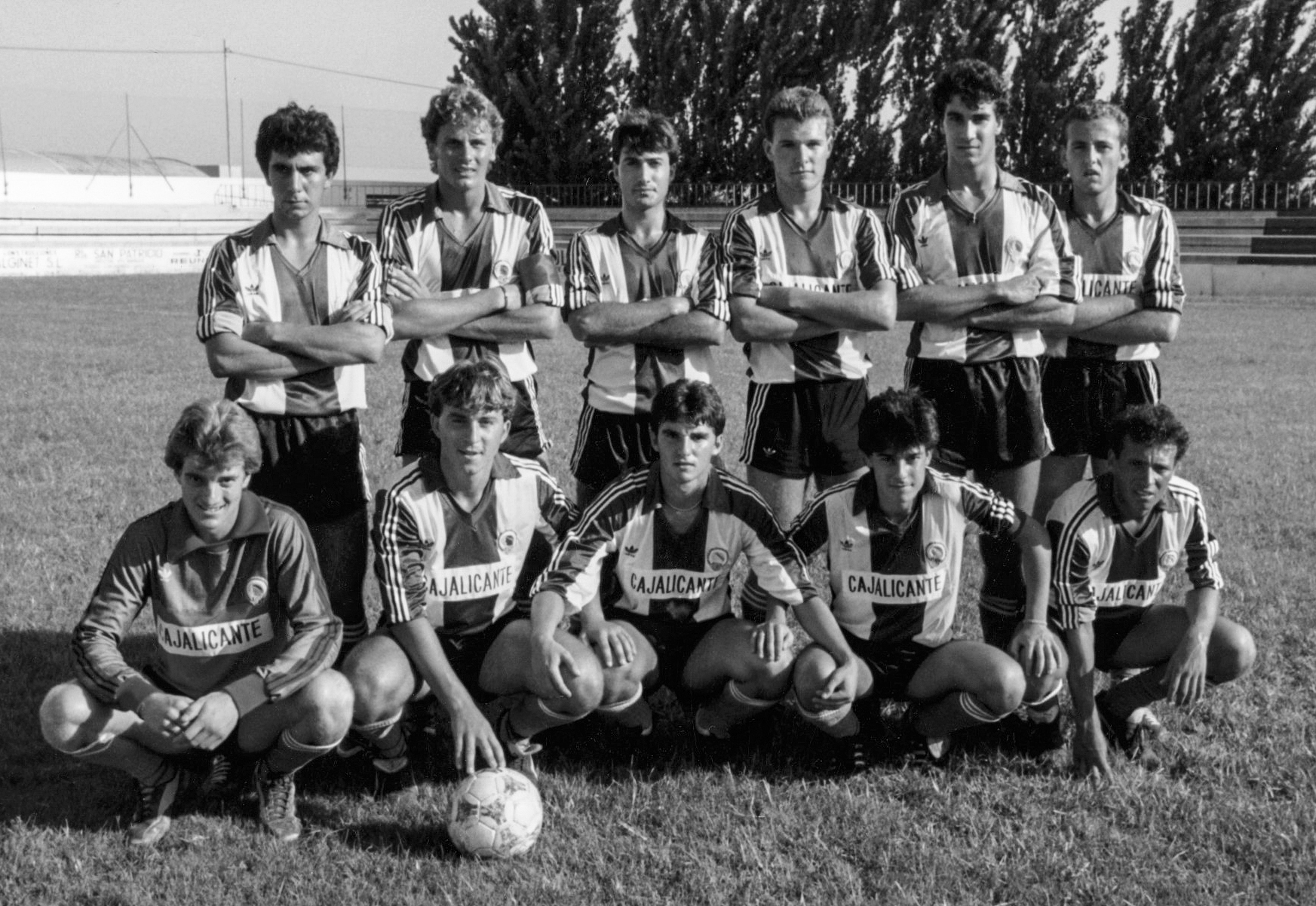
Hércules em 1985.

O Hércules de Alicante Club de Fútbol é um clube de futebol espanhol da cidade de Alicante na Província de Alicante. Atualmente, a equipa disputa a Primera Federación do campeonato espanhol. A sua equipa principal disputa as partidas locais no Estádio José Rico Pérez, com capacidade para 29.500 espectadores.
O Hércules disputou 20 temporadas na Primera División e 43 na Segunda División, ocupando o 27º lugar histórico do Campeonato Nacional de Liga. Na temporada 1934/35 conquistou seu primeiro acesso à Primera División, alcançando um quinto lugar como melhor classificação em 1975. Na competição nacional de copa (atual Taça do Rei), seu maior êxito data de 1936, alcançando as semifinais da competição. Na sua trajetória também se destaca o subcampeonato amador da Espanha de 1930, enfrentando na final disputada no Estadio de Montjuïc o Sporting de Gijón (3-2).
O nome do clube, escolhido por seu fundador, vem inspirado nos valores que representam o herói da mitologia grega, Hércules. O clube mantém uma rivalidade histórica com o Elche CF, com quem disputa o dérbi provincial.

## História
O Hércules de Alicante Club de Fútbol foi fundado em 1922 por Vicente Pastor Alfonseo. No ano de 1934 chegou pela primeira vez ao campeonato espanhol da primeira divisão.

## Títulos
Nacionais
- Campeonato Espanhol - 2ª Divisão (3): 1934/35, 1965/66, 1995/96.
- Campeonato Espanhol - 3ª Divisão (5): 1931/32, 1932/33, 1959/60, 1968/69, 1969/70.